# Belleville (Michigan)
Pour les articles homonymes, voir Belleville.
Belleville est une cité située dans l’État américain du Michigan, dans le comté de Wayne. Selon le recensement de 2000, la population de Belleville se monte à 3 397 habitants.
Belleville est jumelée avec la ville de Machynlleth du Pays de Galles.

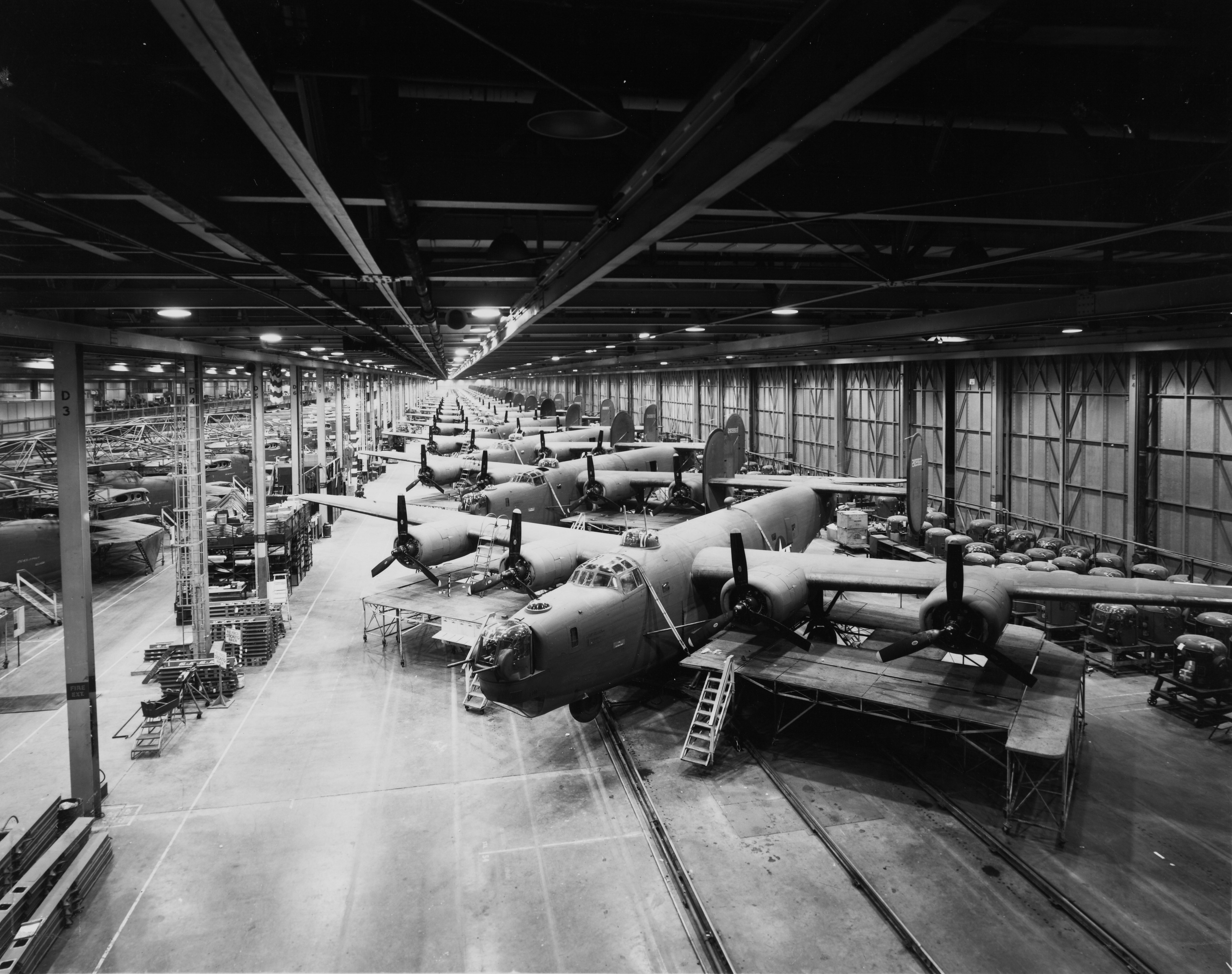
Construction de Consolidated B-24 Liberator dans l'usine Willow Run de Ford à Belleville durant la seconde guerre mondiale.